# Xanthophytum calycinum
Xanthophytum calycinum là một loài thực vật có hoa trong họ Thiến thảo. Loài này được (A.Gray) Benth. & Hook.f. ex Drake miêu tả khoa học đầu tiên năm 1890.